# Charassognathus
Charassognathus gracilis
Genre
Espèce
Charassognathus (littéralement « mâchoire encochée ») est un genre fossile de thérapsides cynodontes ayant vécu durant le Permien supérieur dans ce qui est actuellement l'Afrique du Sud. Une seule espèce est connue,  Charassognathus gracilis, décrite en 2007 à partir de plusieurs restes découverts dans la formation de Teeklof. 
L'âge du fossile et les caractéristiques de son crâne font de lui l'un des plus vieux cynodontes identifiés à ce jour.

## Découverte
Décrit en 2007 dans une localité située près de Fraserburg, Charassognathus est l'un des cynodontes les plus anciens et les plus basaux connus. L'holotype, catalogué SAM-PK-K 10369, a été trouvé dans la zone d'assemblage supérieure de Tropidostoma (en), au sein de la formation de Teekloof (en), et est composé d'un crâne complet écrasé et d'une jambe droite presque complète, constituée d'un fémur, d'un tibia et d'un péroné.
Le nom de genre Charassognathus provient des mots du grec ancien χαρασσω / charasso, préfixe signifiant « encoche » et γνάθος / gnáthos, voulant dire « mâchoire », et fait référence à l'encoche caractéristique sur le dentaire. L'épithète spécifique vient du latin gracilis, signifiant « élancé », et fait référence à la nature délicate du spécimen holotype.

## Description

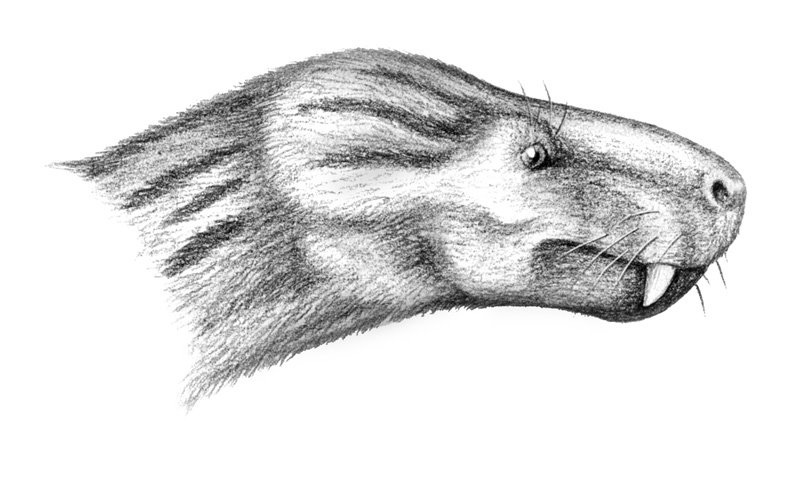
Reconstitution de C. gracilis.

Charassognathus a un museau qui représente un peu moins de la moitié de la longueur totale de son crâne et un long processus facial sur son septomaxillaire. Outre ces deux caractéristiques, son crâne est celui d'un cynodonte typique. La forme étrange de son septomaxillaire est plus typique des thérocéphales que des autres cynodontes indiquant qu'il peut être proche d'un ancêtre commun entre les deux groupes.
Charassognathus était un prédateur quadrupède. Il est nommé pour une encoche sur son processus coronoïde qui était très probablement le point d'insertion d'un muscle masticateur. Charassognathus est un petit animal, avec un crâne de seulement 5 cm de longueur. Puisque le corps entier de Charassognathus n'est pas connu, sa longueur totale reste donc inconnue, mais des estimations ont été faites aux alentours de 50 cm.

## Classification
La publication originale publiée en 2007 le classe comme un genre basal au sein du taxon Cynodontia. Cependant, une étude publiée en 2016 par Christian Kammerer le range dans la famille des Charassognathidae, à la suite de la découverte d'autres genres de cynodontes apparentés.
Le nom valide complet (avec auteur) de ce taxon est Charassognathus Botha (d), Abdala (d) & Smith (d), 2007.